# A madarak látása

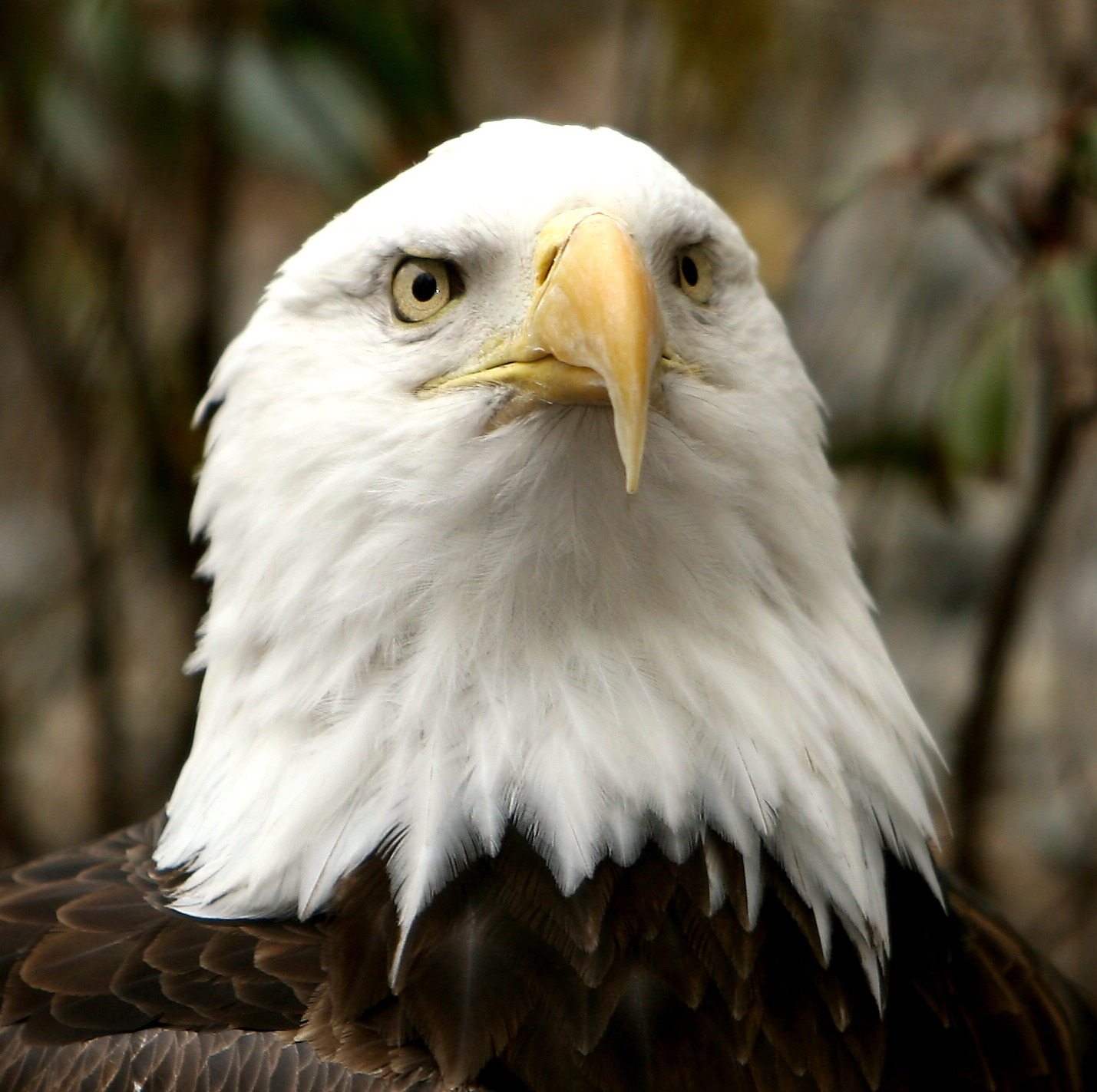
A fehérfejű rétisas előre néző szeme miatt binokuláris látással rendelkezik

A madarak egyik legfontosabb érzékszerve a szem, hiszen a jó látás elengedhetetlen a biztonságos repüléshez. Számos olyan adaptációval rendelkeznek, amelyekkel felülmúlják a többi gerinces látását. A madarak szeme hasonlít a hüllőkéhez, de szemlencséjük elhelyezkedése előnyösebb, akárcsak az emlősöké. A szemet a többi szárazföldi gerinceshez hasonlóan a szemhéjak védik, valamint egy átlátszó, mozgatható membrán. A szem belső felépítése hasonló a többi gerinceséhez, a fő különbség hozzájuk képest, hogy rendelkezik egy úgynevezett fésűszervvel (pecten). A fésűszerv csak a madarakra jellemző sajátosság, funkciója egyelőre nem teljesen tisztázott.
A madarak szemében a receptorok négy különböző színt képesek érzékelni (csakúgy, mint a halak, a kétéltűek és a hüllők), szemben az emlősökkel, amelyek receptorai többnyire csak két színt érzékelnek (ez alól kivétel például a főemlősök trikromatikus látással rendelkező nagy része, köztük az ember). Ezért a madarak nem csak az ember számára látható tartományt képesek érzékelni, hanem az ibolyántúli spektrumot is. Más adaptációk lehetővé teszik számukra a polarizált fény érzékelését. A madarak szemében arányaiban több fotoreceptor található, mint az emlősökében, és több az idegi kapcsolat is az agy és a retina között.
Néhány madárcsoport látószervrendszere az életmódjuknak megfelelően módosult. A ragadozó madaraknál a receptorok sűrűségének növekedése, és egyéb változások javítják a látást. Szemeik előre néznek, így térlátásuk van, ami lehetővé teszi a távolságok pontosabb felmérését. Az éjszakai fajok szeme általában kerek, kevés színérzékelő sejttel (csappal) rendelkezik, a pálcikák száma viszont több, mint a nappali állatokéban. A sirályfélék, csérek és albatroszok receptoraiban sárga olajcseppek találhatók, amelyek a távollátást segítik, különösen ködös, párás időben.

## A szem felépítése
A madarak szeme a gerincesek közül legjobban a hüllőkére hasonlít. Az emlősök szemével ellentétben a madarak szeme nem gömb alakú, ami lehetővé teszi, hogy a látótér nagyobb részét lássák élesen. A szemet egy kör alakú csontlemez, az úgynevezett szklerotikus gyűrű veszi körül, és tartja mereven. A hüllők szeméhez képest fejlődés, hogy a szemlencse előrébb található, így a retinán megjelenő kép nagyobb. Ez a tulajdonság az emlősöknél is megvan.

Egy galamb (balra) és egy bagoly (jobbra) látómezejének összehasonlítása

A legtöbb madár nem képes mozgatni a szemét, bár vannak kivételek, mint a nagy kárókatona. Azok a madarak, amelyek szeme a fej két oldalán helyezkedik el, nagyobb látómezővel rendelkeznek, hogy könnyebben észrevegyék a ragadozókat. A ragadozó madarak szeme ezzel ellentétben többnyire a fej elülső részén található, így jobb térlátással rendelkeznek, tehát pontosabban meg tudják becsülni zsákmányuk távolságát. Valószínűleg az amerikai szalonka rendelkezik a legnagyobb látótérrel, mely vízszintesen 360°, függőlegesen pedig 180° is lehet.
A madarak nem a szemhéjukat használják pislogásra. Ehelyett a szemet egy úgynevezett pislogóhártya tartja nedvesen, amely gyakorlatilag egy vízszintesen mozgó harmadik szemhéjnak felel meg. Számos vízimadárnál a pislogóhártya fedi a szemet, amikor víz alatt tartózkodnak, és kontaktlencseként is működik. Alvás közben általában az alsó szemhéj fedi a szem nagy részét, ez alól kivételt képeznek az uhuk, ahol a felső szemhéj a mozgékony.

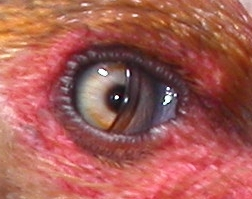
A házi tyúk harmadik szemhéja

A szem tisztításában vesz részt a könnymirigy, valamint a Harder-féle mirigy olajos váladéka is, amely bevonja és megvédi a szaruhártyát a kiszáradástól. A madarak közül a struccnak van a legnagyobb szeme, tengelyhossza 50 mm, kétszer nagyobb az emberénél.
A madarak szemének tömege szorosan összefügg a testtömeggel. Egy tanulmány szerint, amelynek során öt különböző csoportot vizsgáltak meg (papagájok, galambok, sirályok, sólymok és baglyok), a szem- és a testtömeg első közelítésben nagyjából egyenes arányosságot mutat. Ezt természetesen az egyes fajok eltérő életmódja módosíthatja, például az éjszakai madaraknak és a ragadozóknak viszonylag nagy szemük van.
Viselkedéstanulmányok megmutatták, hogy számos madárfaj a távoli tárgyakra a látóterük oldalsó részén fókuszál, ugyanis itt a legjobb a kép felbontása. A látótér ezen részén nem alakul ki térlátás, mivel a megfigyelt tárgy csak az egyik szem látóterébe esik bele. Minthogy a legjobb képet az oldalt lévő tárgyakról képesek alkotni, a madarak többsége igyekszik úgy helyezkedni, hogy a vizsgált tárgy valamelyik oldalukon helyezkedjen el. A galambok esetében például a kép felbontása kétszer olyan jó oldalirányba, mint előre (embernél ez pont fordítva van).

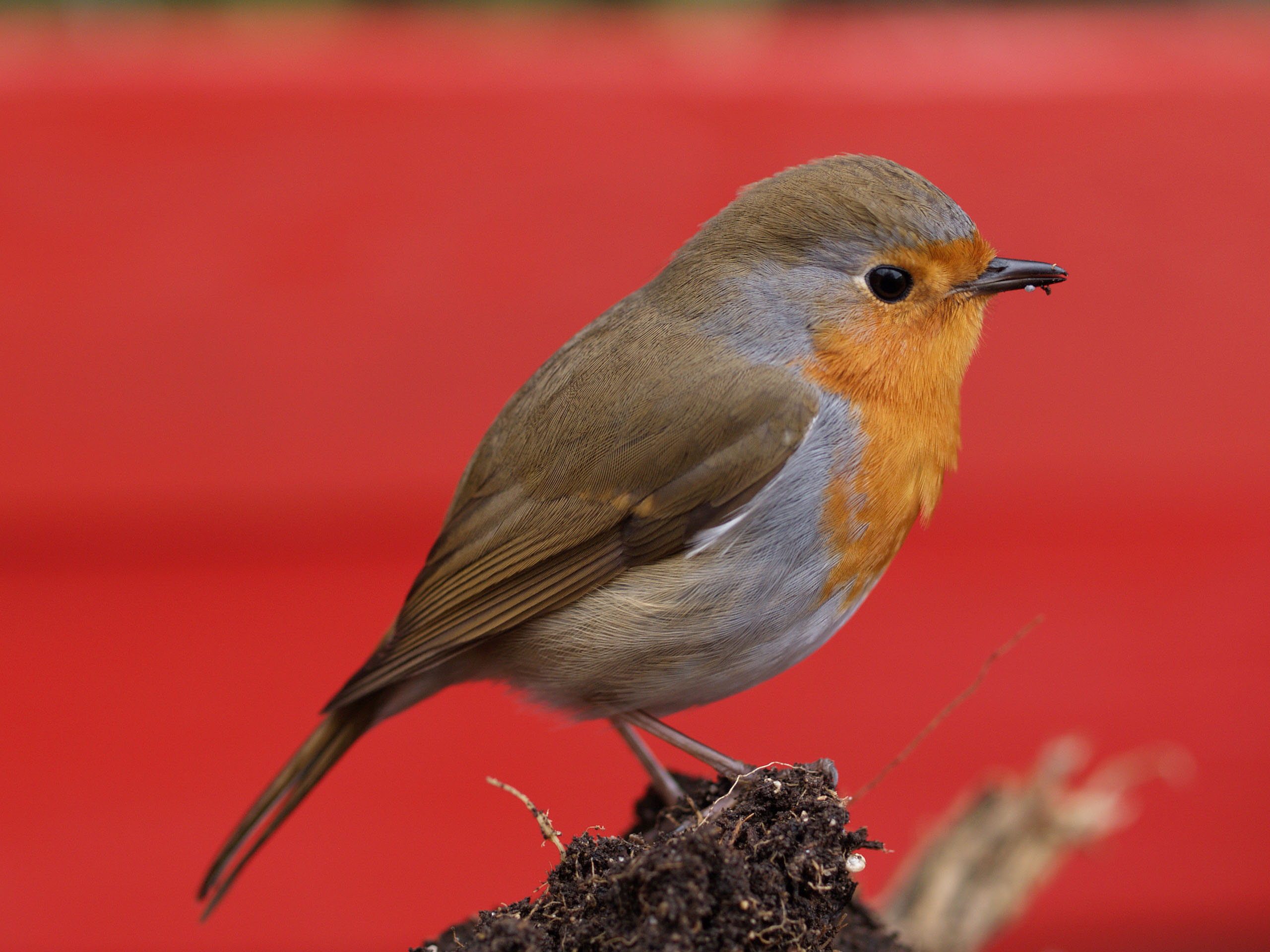
A vörösbegy szeme a testméretéhez képest viszonylag nagy

A szem teljesítménye fényszegény környezetben attól függ, hogy a lencse milyen messze van a retinától. A kis termetű madarak így nappali életmódra kényszerülnek, mert a szemük nem elég nagy ahhoz, hogy éjszaka biztosítsa a megfelelő minőségű látást. Habár sok faj éjszaka vándorol, gyakran még fényesen világító tárgyaknak, például világítótornyoknak is nekirepülnek. A ragadozó madarak szintén nappaliak, annak ellenére, hogy szemük viszonylag nagy méretű, ugyanis látásuk inkább a nagyobb térfelbontásra specializálódott, mint a fény összegyűjtésében, ami az éjszakai életmódhoz elengedhetetlen lenne. Számos madár szeme aszimmetrikus, ami lehetővé teszi, hogy egyszerre fókuszáljanak a horizontra és a föld egy pontjára. Ennek az adaptációnak azonban az volt az ára, hogy látóterük alsó részén rövidlátás alakult ki.
Azok a madarak, amelyeknek a szeme a testtömegükhöz képest viszonylag nagyobb, mint a vörösbegy vagy a kerti rozsdafarkú, korábban kezdenek el énekelni, mint azok, amelyeknek szeme ugyanakkora, de testméretük nagyobb. Ennek valószínűleg az az oka, hogy a kisebb termetű madarak relatív súlyvesztesége az éjszaka folyamán nagyobb, mint a nagyobb testűeké, így korábban kell kezdeniük a napot.
Az éjszakai madarak szeme elsősorban a látás érzékenységét tekintve hatékony, mivel szaruhártyájuk viszonylag nagy a szem hosszához képest. Ezzel szemben a nappali madarak szeme általában a látás élességét tekintve hatékonyabb, mert szaruhártyájuk a szem átmérőjéhez képest kisebb, mint az éjszakai madaraké. A kihalt fajok esetében a szklerotikus gyűrű és a szemgödör méretének vizsgálatából lehet következtetni az életmódjukra. Ahhoz, hogy ezt meg lehessen tenni, a fosszíliának értelemszerűen meg kell őriznie a térbeli alakját, így például olyan leletekről, mint amilyen az Archaeopteryx, nem lehet egyértelműen eldönteni, hogy milyen életmódot folytatott.

## A szem anatómiája

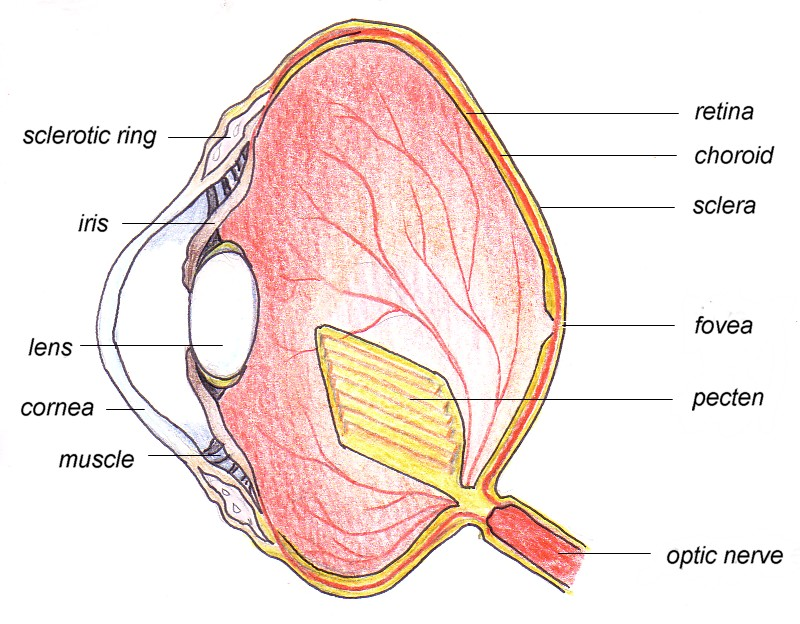
A madárszem részei: szklerotikus gyűrű, írisz, szemlencse, szaruhártya, muszkuláris védőréteg, retina, choroid hártya, ínhártya, látógödör, fésűszerv, látóideg

Főbb tulajdonságait tekintve a madarak szeme a többi gerinces szemére hasonlít. Külső rétegét elülső részén egy átlátszó anyag, a szaruhártya alkotja, a többi részén pedig a két rétegű ínhártya. Ez egy kemény, fehér színű kollagén rostos réteg, amely körülveszi és védelmezi a szem egész területét. A szemlencse két részre osztja a szem belsejét: az első és a hátsó kamrákra. Az első kamrában egy vízszerű folyadék, az úgynevezett csarnokvíz található, míg a hátsó kamrában egy üvegtestnek nevezett, zselészerű anyag van.
A lencse egy átlátszó, domború test, mely egy keményebb külső réteggel és egy lágyabb belső réteggel rendelkezik. Feladata, hogy a fényt a retinára fókuszálja. Alakját a sugártestnek köszönhetően képes megváltoztatni. Emellett néhány madárfajnak van egy második, Crampton-izomnak nevezett képlete, mely megváltoztathatja a szaruhártya alakját, így nagyobb mértékű alkalmazkodást tesz lehetővé, mint amire az emlősök szeme képes. Az írisz vagy szivárványhártya egy színes, izomzattal működtethető hártya, mely szabályozza a szembe bejutó fény mennyiségét. Középpontjában egy kör alakú terület található, a pupilla amelyen keresztül a fény bejut a szembe.

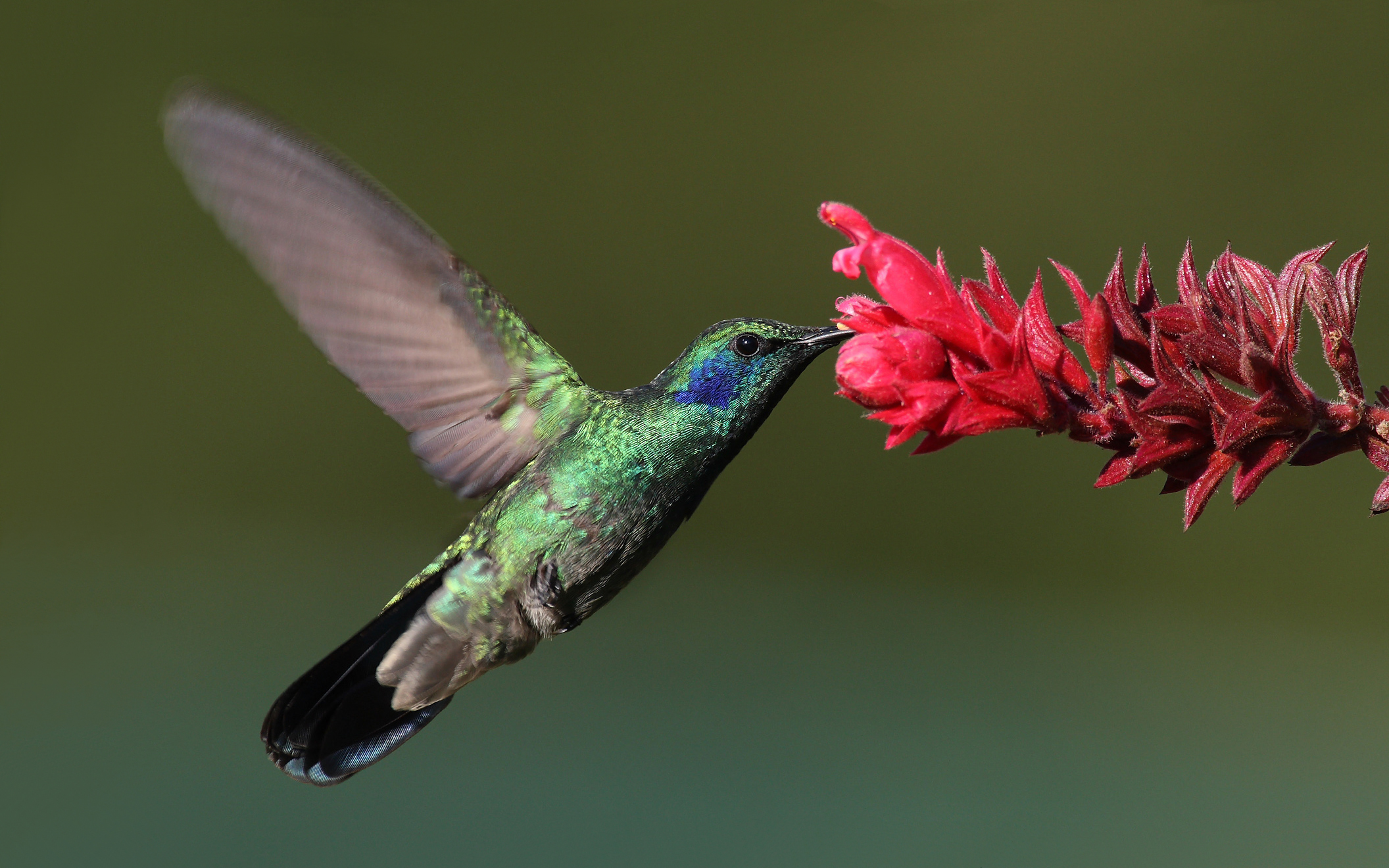
Sok kolibrifajnak két látógödre vagy foveája van

A retina egy sima, ívelt, többrétegű szerkezetet képezve tartalmazza a fényérzékeny csapok és pálcikák sokaságát, a hozzájuk tartozó idegsejtekkel és véredényekkel együtt. Többek között a fotoreceptorok sűrűsége határozza meg a látás maximális élességét. Az ember szemében körülbelül 200 000 receptor van négyzetmilliméterenként, míg egy házi verébnek 400 000, egy egerészölyvnek pedig 1 000 000 is lehet belőlük. A fotoreceptorok nem mindegyike csatlakozik külön-külön a látóideghez, az idegdúcok receptorokhoz viszonyított aránya fontos a látás felbontásának minőségében. Ez az arány nagyon magas a madarak között, a fehér billegetőnek például 100 000 dúcsejtje jut 120 000 fotoreceptorra.
A pálcikák sokkal érzékenyebbek a fényre, de színekről nem adnak információt, ellentétben a kevésbé érzékeny csapokkal. A nappali madarak szemében 80%-os arányban találhatók csapok (néhány sarlósfecskénél ez 90% is lehet), míg az éjszakai madaraknak (például a baglyoknak) szinte csak pálcikáik vannak. A többi gerinceshez hasonlóan (kivéve a méhlepényes emlősöket) a csapok egy része kettős szerkezetű. Ezek aránya átlagosan 50% körüli.
A retina közepe felé található a látógödör vagy latinul fovea, ahol a receptorok sűrűsége a legnagyobb. Ezen a területen a legélesebb a látás. A madarak 54%-ának, köztük a ragadozó madaraknak, a jégmadaraknak, a kolibriknek és a fecskéknek van egy második látógödrük is, mely a látótér oldalsó részén erősíti a látást. A látóideg egy olyan idegköteg, mely üzeneteket továbbít a szemből az agy bizonyos részeibe, és viszont. Akárcsak az emlősöknek, a madaraknak is van egy kis vakfoltjuk, ez a látóideg és az erek csatlakozási helye a szemhez, amely nem tartalmaz fotoreceptorokat.
A fésűszerv egy (funkcióját tekintve) kevéssé ismert, redőzött képlet, amely a retinából nyúlik a szem belsejébe. Erekkel gazdagon átszőtt, valószínűleg a szem anyagcseréjében fontos, védi azt a vakító sugárzásoktól, valamint szerepe lehet a tájékozódásban.
Az érhártya a retina alatt található, artériákkal és vénákkal gazdagon átszőtt réteg. Ezek friss vért szállítanak a retinának és elszállítják a vénás vért. A hártya egy melanin nevű pigmentet tartalmaz, ami a szem belsejének sötét színét adja, és megakadályozza a fénysugarak visszaverődését.

## A fény érzékelése

A négy pigment egy madár pálcikasejtjeiben elősegíti az ibolyántúli színes látást

A madárszem receptorainak két fajtája van, a csapok és a pálcikák. A pálcikákban egy rodopszin nevű vizuális pigmentanyag teszi lehetővé az éjszakai látást, mert kis mennyiségű fényre is érzékeny. A csapok viszont kifejezetten a színek észlelésére specializálódtak, tehát nélkülözhetetlenek a madarakhoz hasonló színérzékelő állatoknak. Sok madár szeme képes felfogni az ultraibolya (UV) fényeket is, melyek észlelésére a piros, a zöld és a kék színű pigmentek mellett jelenlévő, erre specializálódott csaptípus szolgál. Ezt a látásformát "tetrakromatikus" látásnak nevezzük. Néhány madár, mint például a galambok szemében egy további pigment is segíti az érzékelést, ezért "pentakromatikus" látással rendelkeznek.
A csapok négy különböző spektrumú fényt felfogó pigmentjei az opszin nevű fehérjéből származnak, amely egy retinal nevű molekulához kapcsolódik. A retinal az A-vitaminhoz hasonló vegyület. Amikor a pigment elnyeli a fényt, megváltozik a szerkezete, aminek hatására megváltozik a csapsejt membránpotenciálja is. A retina idegsejtjei így ingerületbe jönnek. A retinában egy idegsejthez több fotoreceptor sejt kapcsolódhat, és a látóidegen keresztül továbbítja az információt az agy magasabb látóközpontjaiba. Minél intenzívebb a retinára eső fény, annál több fotont nyelnek el a pigmentek, és annál erősebben ingerlődnek az egyes csapok, ennek következtében erősebbnek látjuk a fényt.

## Fordítás
- Ez a szócikk részben vagy egészben  a   Bird vision című angol Wikipédia-szócikk fordításán alapul.  Az eredeti cikk szerkesztőit annak laptörténete sorolja fel. Ez a jelzés csupán a megfogalmazás eredetét és a szerzői jogokat jelzi, nem szolgál a cikkben szereplő információk forrásmegjelöléseként.